# Oficina Representativa Económica y Cultural de Taipéi

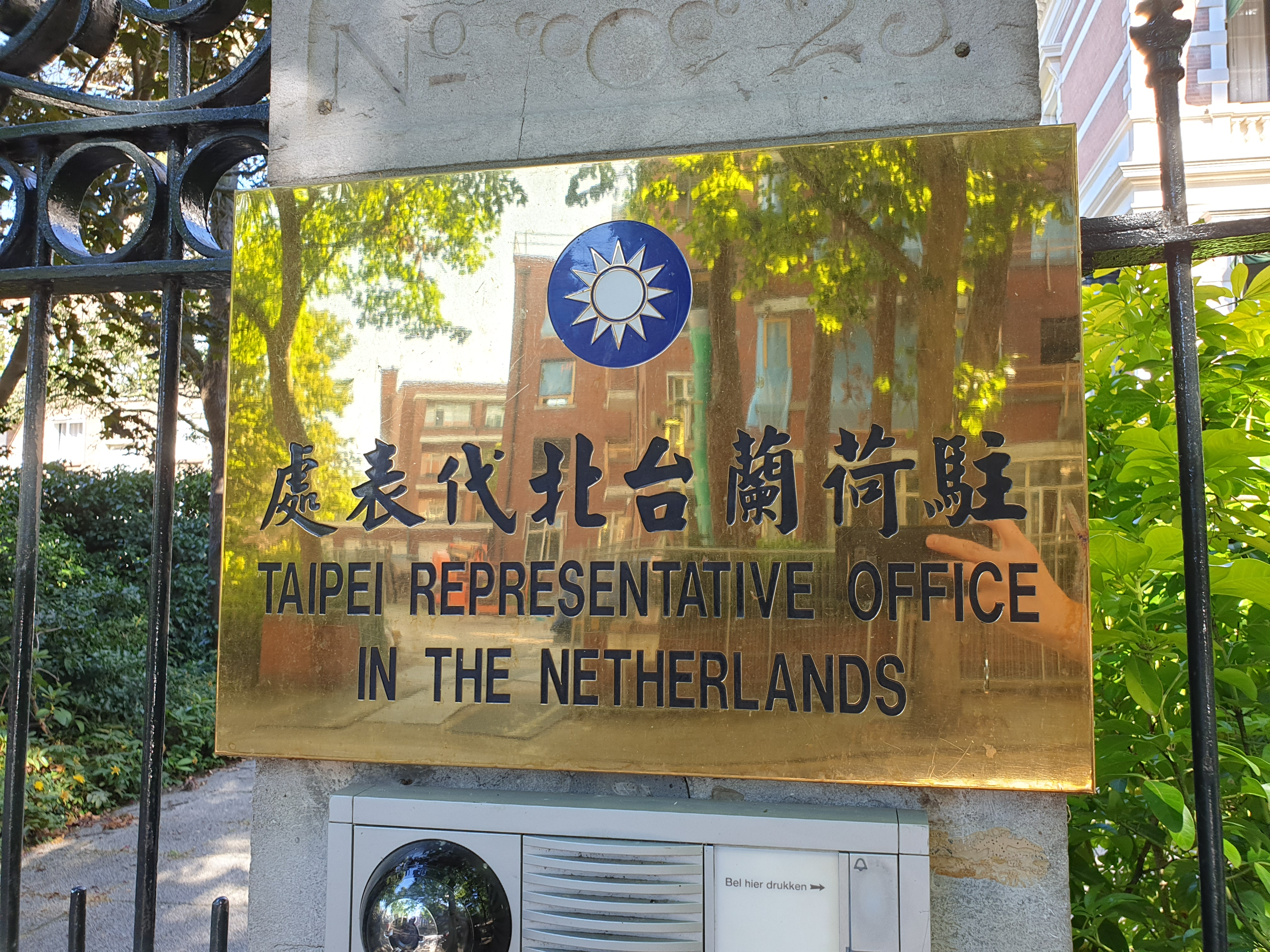
Signo en la entrada de la Oficina Representativa en los Países Bajos

La Oficina de Representación Económica y Cultural de Taipéi (TECRO, por sus siglas en inglés), también conocida como Oficina Económica y Cultural de Taipéi (TECO, por sus siglas en inglés) u Oficina de Representación de Taipei (TRO, por sus siglas en inglés), es una oficina representativa alternativa a una embajada o consulado que maneja los asuntos exteriores y los servicios ciudadanos de la República de China (Taiwán) en los países que tienen relaciones diplomáticas con la República Popular de China (RPC, comúnmente "China"). Bajo los términos de la Política de Una sola China estipulada por la República Popular China, tales países no pueden tener relaciones diplomáticas con la República de China, ya que la RPC niega la condición de Taiwán como un estado soberano, reclamándolo como parte de su territorio. Como resultado, estos países no permiten que la República de China establezca una embajada o consulado "oficial", sino que permiten a la República de China establecer estas oficinas de representación para llevar a cabo relaciones no oficiales con los países anfitriones.
Estos establecimientos utilizan el término "Taipéi" en lugar de "Taiwán", "ROC" o incluso el término "China nacionalista" (nombrada por el partido gobernante Kuomintang), ya que el término "Taipéi" evita implicar que Taiwán es un país diferente o que hay "dos chinas", la República Popular China y la República de China, lo que causaría dificultades para sus países anfitriones.
Sin embargo, en Papúa Nueva Guinea y Fiyi, las misiones locales son conocidas como "Misión Comercial de la República de China (Taiwán) en Papua Nueva Guinea" y "Misión Comercial de la República de China (Taiwán) en la República De Fiji" respectivamente, a pesar de que ambos países tienen relaciones diplomáticas con la República Popular de China. La Oficina de Representación de Taipéi en Singapur también fue conocida como la "Misión Comercial de la República de China" hasta 1990.
Los TECRO afirman que su objetivo es "promover el intercambio, la cooperación, la cultura, la ciencia y los intercambios bilaterales y la cooperación, así como una mejor comprensión", aunque desempeñan muchas de las mismas funciones que una embajada o consulado general normal, como la emisión de visados y pasaportes. En este sentido, funcionan como embajadas de facto.
Los TECRO en los Estados Unidos gozan de muchos privilegios diplomáticos como extraterritorialidad, proporcionando protección consular y su personal tiene inmunidad diplomática. Otros países también establecen oficinas de representación recíproca en Taiwán, tales como el Instituto Americano en Taiwán , la Oficina Comercial Canadiense en Taipéi y la Asociación de Intercambio Japón-Taiwán. 

## Historia

La política de Una Sola China en la práctica
República Popular de China (PRC)
República de China (ROC)
Países que solo reconocen a la PRC
Países que solo reconocen a la ROC
Países que reconocen a la PRC y mantienen relaciones informales con la ROC

Tras la admisión de la República Popular China a las Naciones Unidas en 1971, muchos países comenzaron a establecer relaciones diplomáticas con el gobierno en Pekín y, en consecuencia, terminaron las relaciones diplomáticas con el gobierno de la República de China. Con el fin de mantener relaciones comerciales y culturales con países con los que ya no tenía relaciones diplomáticas, Taiwán estableció oficinas de representación en estos países, reemplazando a menudo sus antiguas embajadas.
Antes de los años 90, los nombres de estas oficinas varían considerablemente de un país a otro, por lo general omitiendo cualquier referencia a "Taiwán" o "República de China", refiriéndose en su lugar a "Asia oriental", "Extremo Oriente" o "China libre". También se describirían a sí mismos como "centros" o "oficinas", relacionados con el comercio, el turismo, la cultura o la información, haciendo hincapié en su condición privada y no oficial, a pesar de contar con personal del Ministerio de Relaciones Exteriores.
Por ejemplo, en Japón, la antigua embajada de la República de China fue sustituida por la "Asociación de Relaciones de Asia Oriental" (AEAR, por sus siglas en inglés) establecida en 1972. En Malasia, tras el cierre del consulado general en Kuala Lumpur en 1974, se estableció una oficina conocida como Centro de Viajes y Comercio del Lejano Oriente. En Filipinas, la antigua embajada en Manila fue sustituida por el "Centro Económico y Cultural del Pacífico", establecido en 1975. En Tailandia, la antigua embajada en Bangkok fue sustituida por la "Oficina del Representante de China Airlines" en 1975. Esto fue renombrado más adelante como Oficina Comercial del Lejano Oriente en 1980.
En los Estados Unidos, la misión de Taipéi, establecida en 1979, era conocida como el "Consejo de Coordinación para Asuntos de América del Norte" (CCNAA, por sus siglas en inglés).
En el Reino Unido, Taiwán estaba representada por el "Centro Libre Chino", establecido en 1963. En Alemania Occidental, estaba representado por una "Oficina de Información del Lejano Oriente", establecida en 1972. En España, la oficina, establecida en 1973, era conocida como el "Centro Sun Yat-sen". En los Países Bajos, la oficina era conocida como la "Oficina de Comercio del Lejano Oriente".
Sin embargo, a finales de los años 80, estas oficinas comenzaron a usar el nombre "Taipei" en sus títulos. En mayo de 1992, las oficinas de AEAR en Japón se convirtieron en oficinas de representación económica y cultural de Taipéi. El "Centro chino libre" en Londres fue renombrado similarmente la "oficina de representación de Taipei". En septiembre de 1994, la Administración Clinton anunció que la oficina de CCNAA en Washington podría ser similarmente llamada Oficina de Representación Económica y Cultural de Taipéi.
En 1989, el "Centro Económico y Cultural del Pacífico" en Manila se convirtió en la " Oficina Económica y Cultural de Taipei en Filipinas". En 1991, la oficina de "Taiwan Marketing Service" en Canberra, Australia, establecida en 1988, también se convirtió en una "Oficina Económica y Cultural de Taipei", junto con las oficinas de "Far East Trading Company" en Sídney y Melbourne.
Otros nombres todavía se utilizan en otras partes. Por ejemplo, la misión en Moscú es formalmente conocida como la "Oficina de Representación en Moscú para la Comisión de Coordinación Económica y Cultural Taipei-Moscú", la misión en Nueva Delhi es conocida como el "Centro Económico y Cultural de Taipei". La misión en Pretoria es conocida como la "Oficina de Enlace de Taipei".

## Oficinas representativas de Taipéi alrededor del mundo
| País o región          | Nombre de la oficina                                                                             | Sitio web oficial                                     |
| ---------------------- | ------------------------------------------------------------------------------------------------ | ----------------------------------------------------- |
| Alemania               | Oficina Representativa de Taipéi en la República Federal de Alemania                             |                                                       |
| Arabia Saudita         | Oficina Económica y Cultural Representativa de Taipéi en el Reino de Arabia Saudita              |                                                       |
| Argentina              | Oficina Comercial y Cultural de Taipéi en Argentina                                              |                                                       |
| Australia              | Oficina Económica y Cultural de Taipéi en Australia                                              |                                                       |
| Austria                | Oficina Económica y Cultural de Taipéi en Austria                                                |                                                       |
| Baréin                 | Oficina de Comercio de Taipéi en el reino de Baréin                                              | Archivado el 22 de agosto de 2017 en Wayback Machine. |
| Bélgica                | Oficina Representativa de Taipéi en la UE y Bélgica                                              |                                                       |
| Brasil                 | Oficina Económica y Cultural de Taipéi en Brasil                                                 |                                                       |
| Brunéi                 | Oficina Económica y Cultural de Taipéi en Brunéi Darussalam                                      |                                                       |
| Canadá                 | Oficina Económica y Cultural de Taipéi en Canadá                                                 |                                                       |
| Chile                  | Oficina Económica y Cultural de Taipéi en Chile                                                  |                                                       |
| Colombia               | Oficina Comercial de Taipéi en Bogotá, Colombia                                                  |                                                       |
| Corea del Sur          | Misión de Taipéi en Corea                                                                        |                                                       |
| Dinamarca              | Oficina Representativa de Taipéi en Dinamarca                                                    |                                                       |
| Ecuador                | Oficina Comercial de Taipéi                                                                      |                                                       |
| Emiratos Árabes Unidos | Oficina Comercial de Taipéi                                                                      |                                                       |
| Eslovaquia             | Oficina Representativa de Taipéi en Bratislava                                                   |                                                       |
| España                 | Oficina Económica y Cultural de Taipéi en España                                                 |                                                       |
| Estados Unidos         | Oficina Económica y Cultural Representativa de Taipéi en los Estados Unidos                      |                                                       |
| Fiyi                   | Misión Comercial de la República de China (Taiwán) a la República de Fiji                        |                                                       |
| Filipinas              | Oficina Económica y Cultural de Taipéi en Filipinas                                              |                                                       |
| Finlandia              | Oficina Representativa de Taipéi en Finlandia                                                    |                                                       |
| Francia                | Oficina de Representación de Taipéi en Francia                                                   |                                                       |
| Grecia                 | Oficina Representativa de Taipéi en Grecia                                                       |                                                       |
| Hong Kong              | Oficina Económica y Cultural de Taipéi en Hong Kong                                              | Archivado el 8 de marzo de 2015 en Wayback Machine.   |
| Hungría                | Oficina Representativa de Taipéi en Budapest, Hungría                                            |                                                       |
| India                  | Centro Económico y Cultural de Taipéi en India                                                   |                                                       |
| Indonesia              | Oficina Económica y Comercial de Taipéi en Yakarta, Indonesia                                    |                                                       |
| Irlanda                | Oficina Representativa de Taipéi en Irlanda                                                      |                                                       |
| Israel                 | Oficina Económica y Cultural de Taipéi en Tel Aviv                                               |                                                       |
| Italia                 | Oficina Representativa de Taipéi en Italia                                                       |                                                       |
| Japón                  | Oficina Económica y Cultural Representativa de Taipéi en Japón                                   |                                                       |
| Jordania               | Oficina Comercial de la República de China (Taiwán) en Amán                                      |                                                       |
| Kuwait                 | Oficina Comercial Representativa de Taipéi en el Estado de Kuwait                                |                                                       |
| Libia                  | Oficina Comercial de Taipéi en Trípoli                                                           |                                                       |
| Letonia                | Misión de Taipéi en la República de Letonia                                                      |                                                       |
| Macao                  | Oficina Económica y Cultural de Taipéi en Macao                                                  |                                                       |
| Malasia                | Oficina Económica y Cultural de Taipéi en Malasia                                                |                                                       |
| México                 | Oficina Económica y Cultural de Taipéi en México                                                 |                                                       |
| Mongolia               | Oficina Comercial y Económica Representativa de Taipéi en Ulan Bator                             |                                                       |
| Myanmar                | Oficina Económica y Cultural de Taipéi en Myanmar                                                |                                                       |
| Nigeria                | Misión Comercial de la República de China (Taiwán) en Abuya, República Federal de Nigeria        |                                                       |
| Noruega                | Oficina Representativa de Taipéi en Noruega                                                      |                                                       |
| Nueva Zelanda          | Oficina Económica y Cultural de Taipéi en Nueva Zelanda                                          |                                                       |
| Omán                   | Oficina Económica y Cultural de Taipéi en Muscat, Omán                                           |                                                       |
| Países Bajos           | Oficina Representativa de Taipéi en los Países Bajos                                             |                                                       |
| Papúa Nueva Guinea     | Misión Comercial de la República de China (Taiwán) en Papúa Nueva Guinea                         |                                                       |
| Perú                   | Oficina Económica y Cultural de Taipéi en Lima, República del Perú                               |                                                       |
| Polonia                | Oficina Económica y Cultural de Taipéi en Polonia                                                |                                                       |
| Portugal               | Centro Económico y Cultural de Taipéi en Lisboa                                                  |                                                       |
| Reino Unido            | Oficina Representativa de Taipéi en el Reino Unido                                               |                                                       |
| República Checa        | Oficina Económica y Cultural de Taipéi en Praga, República Checa                                 |                                                       |
| Rusia                  | Oficina Representativa en Moscú de la Comisión de Coordinación Económica y Cultural Taipéi-Moscú |                                                       |
| Singapur               | Oficina Representativa de Taipéi en Singapur                                                     |                                                       |
| Sudáfrica              | Oficina de Enlace de Taipéi en la República de Sudáfrica                                         |                                                       |
| Suecia                 | Misión de Taipéi en Suecia                                                                       |                                                       |
| Suiza                  | Delegación Económica y Cultural de Taipéi en Suiza                                               |                                                       |
| Tailandia              | Oficina Económica y Cultural de Taipéi en Tailandia                                              |                                                       |
| Turquía                | Misión Económica y Cultural de Taipéi en Ankara                                                  |                                                       |
| Vietnam                | Oficina Económica y Cultural de Taipéi en Vietnam                                                |                                                       |